# KADOKAWA GAME STUDIO
KADOKAWA GAME STUDIO（カドカワゲームスタジオ）は、かつて角川ゲームス内に存在したゲーム開発スタジオ。
角川ゲームス代表取締役社長兼フロム・ソフトウェア代表取締役会長である安田善巳により2013年9月に設立。
2016年4月、開発業務を角川ゲームスへ集約する形で組織としては解消。以降は『GOD WARS 〜時をこえて〜』を担当した開発チームが「GODWARS TEAM」として本スタジオの形態を事実上受け継ぐ形となっていた。
2022年5月より一部を除いた本スタジオ開発タイトルのIPがDragami Gamesへ移管されている。

## 主な開発タイトル
太字はDragami Gamesへ移管されたタイトル。
- NAtURAL DOCtRINE（PlayStation 3/PlayStation 4/PlayStation Vita、2014年4月3日発売、開発：KADOKAWA GAME STUDIO）
- 艦これ改（PS Vita、2016年2月18日発売、開発：KADOKAWA GAME STUDIO/「艦これ」運営鎮守府）
- ルートレター（PS4/PS Vita、2016年6月16日発売）
- GOD WARS 〜時をこえて〜（PS4/PS Vita、2017年6月22日発売）

## 関連文献
- 角川ゲームスがKADOKAWA GAME STUDIOの設立を発表、PS Vita用に『艦これ改』（仮題）の制作が進行 ファミ通.com 2013年9月26日
- 角川ゲームスが「KADOKAWA GAME STUDIO MEDIA BRIEFING 2013 AUTUMN」を開催 4Gamer.net 2013年9月26日
- 日本の文化を世界へ発信！ 意欲的なタイトル満載の“KADOKAWA GAMES MEDIA BRIEFING 2015 AUTUMN”をリポート ファミ通.com 2015年11月10日
- 角川ゲームスの完全新作「√LETTER ルートレター」と「GOD WARS ～時をこえて～」が発表された「KADOKAWA GAMES MEDIA BRIEFING 2015 AUTUMN」をレポート 4Gamer.net 2015年11月10日
- 角川ゲームス，海外展開を狙い中国と台湾のパブリッシャーと資本業務提携。内部開発体制の強化も発表 GamesIndustry.biz Japan Edition 2016年4月28日